# RCS Sport
RCS Sport è un'azienda specializzata nella organizzazione di eventi sportivi e nella commercializzazione di diritti sportivi. Nasce nel 1988 da La Gazzetta dello Sport per la gestione di gare sportive.
Partecipata al 100% da RCS MediaGroup, oggi RCS Sport rappresenta uno dei player nell'ambito dello sport business riconosciuti a livello nazionale e internazionale. Tra le sue Properties figurano il Giro d'Italia, la Milano Marathon, le classiche di ciclismo e le Granfondo Giro d'Italia.
La sua attività si è sviluppata nel corso degli ultimi anni attraverso la definizione collaborazioni nel ciclismo con il Dubai Tour (dal 2013) e l'Abu Dhabi Tour (2015), nel calcio seguendo la Lega Nazionale Professionisti Serie B, nella pallacanestro con F.I.P. e Lega Società di Pallacanestro Serie A e negli eventi sportivi a partecipazione di massa per l'organizzazione di The Color Run, Fisherman’s Friend Strongman Run.

## Storia
RCS Sport nasce nel marzo del 1989, e nel 2013 nasce RCS Sports & Events DMCC, branch controllata da RCS Sport con sede in Dubai. L'anno successivo nasce RCS Active Team, società specializzata nella organizzazione degli eventi sportivi a partecipazione di massa.
Nel 2019, viene creata la RCS Sports & Events, distaccamento che affianca RCS Sport nella gestione degli eventi sportivi.

## Eventi
Vari gli eventi organizzati nel corso degli anni e riferiti a discipline sportive diverse tra cui ciclismo, running e basketball 

### Ciclismo
Nel ciclismo RCS Sport è proprietaria, e organizzatrice, di sei gare dell'UCI World Tour:
- Giro d'Italia
- UAE Tour
- Strade Bianche
- Tirreno-Adriatico
- Milano-Sanremo
- Il Lombardia

Organizza inoltre due gare appartenenti all'UCI ProSeries:
- Gran Piemonte
- Milano-Torino

Tre gare appartenenti all'UCI Europe Tour:
- Giro d'Abruzzo
- Giro di Sicilia
- Giro Next Gen

Tre gare appartenenti all'UCI Women's World Tour:
- UAE Tour Women
- Strade Bianche Women
- Giro d'Italia Women

Quattro gran fondo aperte agli amatori:
- Gran Fondo Strade Bianche
- Gran Fondo Il Lombardia "Felice Gimondi"
- Giro d'Italia Ride Like a Pro
- Giro-E

RCS organizza inoltre il Giro d'Italia Virtual, che consente di gareggiare su una piattaforma on-line lungo le tappe del Giro d'Italia.

### Running
In questa categoria rientrano le gare podistiche:
- Milano Marathon
- ADNOC Abu Dhabi Marathon
- Rome Half Marathon
- RomaOstia Half Marathon[1]

### Altri eventi
RCS Sport è advisor della squadra di basket maschile Pallacanestro Olimpia Milano.